# Pascale Arbillot
Pascale Arbillot (17 de abril de 1960) é uma atriz francesa.